# چیزی بگو (ترانه کایلی مینوگ)
«چیزی بگو» (انگلیسی: Say Something) ترانه‌ای از خوانندهٔ استرالیایی کایلی مینوگ است که در پانزدهمین آلبوم استودیویی‌اش، دیسکو (۲۰۲۰)، قرار دارد. این ترانه در ۲۳ ژوئیهٔ ۲۰۲۰ به‌عنوان تک‌آهنگ آغازین این آلبوم به‌وسیلهٔ بی‌ام‌جی رایتز منیج‌منت و شرکت مینوگ، دارنوت، منتشر شد. مینوگ مشترکاً این ترانه را به‌همراه اش هاوس و تهیه‌کنندگانش، جاناتان گرین و بیف استنارد، نوشت. «چیزی بگو» ترانه‌ای دیسکو با عناصر سینث‌سایزر، گیتار فانک، درام و گروه کر است. اشعار آن به مضامین جستجوی عشق و دعوت به همبستگی می‌پردازد.
«چیزی بگو» مورد تحسین منتقدان موسیقی قرار گرفت. برخی از منتقدان آن را یکی از قطعات برجستهٔ آلبوم و یکی از بهترین کارهای مینوگ می‌دانستند. این ترانه در فهرست ۱۰۰ آهنگ برتر سال ۲۰۲۰ بیلبورد در رتبهٔ ۹۵ قرار گرفت. از نظر تجاری، این ترانه به رتبهٔ ۵۶ جدول تک‌آهنگ‌های بریتانیا رسید و در استرالیا جز ۲۰تای برتر جدول بود. در کشورهای دیگر، «چیزی بگو» در بلژیک، مجارستان، نیوزیلند و اسکاتلند و همچنین در جدول‌های ترکیبی ایالات متحده وارد جدول شد. علاوه بر این، این ترانه به‌دلیل فروش بیش از ۲۰٫۰۰۰ نسخه در برزیل گواهی‌نامهٔ فروش طلا دریافت کرد.
سوفی مولر، همکار قدیمی مینوگ، موزیک ویدئوی همراه با «چیزی بگو» را کارگردانی کرد که در لندن، انگلستان فیلم‌برداری شد. این ویدئو مینوگ را در حال سفر در فضا با مجسمه اسب طلایی در حالی که به اقدامات فاصله‌گذاری اجتماعی اعمال‌شده توسط دنیاگیری کووید-۱۹ پایبند است، به تصویر می‌کشد. برای تبلیغ این تک‌آهنگ، یک وینیل محدود ۷ اینچی در وب‌سایت مینوگ منتشر شد و او چندین بار این ترانه را اجرا کرد، از جمله حضور در برنامه امشب با اجرای جیمی فلن و برنامه امشب با اجرای جیمی فلن.